# A MINECRAFT MOVIE 마인크래프트 무비
《A MINECRAFT MOVIE 마인크래프트 무비》(영어: A Minecraft Movie)는 재러드 헤스가 감독한 미국의 모험 코미디 영화이다. 모장 스튜디오가 제작한 2011년 동명의 게임을 원작으로 했다. 배우로 제이슨 모모아, 잭 블랙, 에마 마이어스, 대니엘 브룩스, 서배스천 유진 핸슨과 제니퍼 쿨리지가 출연했다. 크리스 보맨과 허블 팔머가 각본을 맡았다.
본래 《마인크래프트》 영화판은 2014년 2월 제작자 마르쿠스 페르손이 워너 브라더스 픽처스와 제작논의중이라는 소식이 있을 때부터 거론됐다. 2022년 4월, 재러드 헤스가 감독으로 등판했다. 2023년 5월부터 2024년 1월까지 배우 섭외가 있었다. 본촬영은 같은 달 뉴질랜드에서 시작했으며 2024년 4월 중순에 마무리지었다. 2024년 9월 4일에 공식 티저가 공개됐다.

## 줄거리
문손잡이 판매원 스티브는 어린 시절의 꿈을 이루기 위해 광산에 잠입하고, 그곳에서 지배의 구슬과 대지의 수정을 발견한다. 스티브는 이 구슬이 합쳐지면 쉽게 조작할 수 있는 정육면체로 이루어진 지형의 세계인 오버월드로 이동할 수 있는 차원문이 생성된다는 것을 알게 된다. 자신만의 낙원을 건설한 스티브는 나중에 네더라는 지옥 같은 세계로 통하는 차원문을 우연히 발견한다. 네더의 황금에 집착하는 피글린 지배자, 멀고샤에게 갇히게 된 스티브는 창의력을 심각하게 저해한다. 구슬이 오버월드를 지배할 수 있게 해 준다는 생각에 스티브는 자신의 개 데니스에게 구슬과 수정을 가지고 탈출하도록 시켜 현실 세계의 침대 밑에 숨긴다.
얼마 후, 1980년대 비디오 게임 챔피언 개럿 "쓰레기꾼" 개리슨은 아이다호 주 추글래스에서 망해가는 비디오 게임 가게를 운영한다. 그는 현금으로 팔 물건들을 얻기 위해 창고 경매에 나섰고, 결국 스티브의 옛집에 있던 물건들을 손에 넣는다. 아타리 코스모스를 찾으려 애쓰며 물건들을 뒤지던 중, 그는 오브와 크리스털을 포함한 스티브의 옛 물건들을 발견한다.
헨리와 나탈리는 어머니의 죽음 이후 추글래스로 이사한다. 두 사람은 부동산 중개인이자 이동식 동물원을 운영하는 던을 만난다. 헨리는 학교에 처음 간 날, 실험용 제트팩이 고장 나서 근처 감자칩 공장에 피해를 입히면서 곤경에 처한다. 퇴학을 면하기 위해 그는 개럿에게 삼촌 행세를 하도록 돈을 주고, 삼촌은 그를 비디오 게임 가게로 데려간다. 그곳에서 헨리는 오브와 크리스털을 발견하고 결합시켜 스티브의 광산으로 인도한다. 나탈리는 헨리가 실종된 것을 발견하고 던에게 전화를 걸고, 던은 나탈리의 전화를 통해 헨리의 위치를 추적한다. 네 사람이 다시 모인 후, 그들은 차원문으로 빨려 들어가 오버월드에 도착한다. 말고샤는 오브가 돌아왔다는 소식을 듣고 스티브를 네더에 가두어 두고 풀어주며 오브를 되찾으라고 한다. 그녀는 데니스를 인질로 잡았다고 말한다.
헨리는 밤에 괴물들과 싸우던 중 블록을 다루는 법을 배우고 나무 요새를 짓는다. 그 소동으로 땅의 수정이 파괴된다. 스티브는 새벽에 나타나 괴물들을 물리친다. 그는 일행에게 우드랜드 저택에서 새로운 수정이 필요하다고 말하고 합류한다. 이 임무를 준비하기 위해 스티브는 일행을 근처 마을로 데려가 제작법을 보여준다. 지배의 오브를 찾는 피글린들이 마을을 공격한다. 스티브, 개럿, 헨리는 간신히 탈출하고, 나탈리와 던은 그들과 떨어져 데니스와 친구가 된다. 말고샤는 거대한 피글린인 그레이트 호그를 보내 대응한다.
스티브가 다이아몬드를 많이 가지고 있다고 말하자 개럿은 관심을 보이며 오브를 넘겨주는 조건으로 다이아몬드를 가져오라고 요구한다. 그들은 우회하여 보물을 발견하지만, 헨리는 나탈리의 안전을 무시한 그들의 태도에 분노한다. 그레이트 호그가 도착하자, 그들은 광산 수레를 타고 탈출하고, 호그는 크리퍼에 의해 폭파된다. 저택에 도착한 스티브와 개럿은 경비병들의 주의를 돌리려 애쓰는 동안 헨리는 지구 수정과 순간이동에 도움이 되는 엔더 진주를 얻는다. 맬고샤가 돌아와 저택으로 통하는 다리를 파괴한다. 스티브와 헨리는 맬고샤에게 오브를 빼앗기지만, 개럿이 폭발에 희생된 듯하자 탈출한다. 두 사람은 던, 나탈리, 데니스와 함께 버섯 집에서 깨어난다.
맬고샤는 오브를 사용하여 네더 차원문에 초능력을 부여하여 태양을 가리고 오버월드에 전쟁을 선포한다. 일행은 피글린의 침략에 맞서기 위해 무기고와 철 골렘 군대를 만들고, 스티브는 맬고샤와 싸운다. 헨리는 엔더 펄을 이용해 크리스털을 얻어 햇빛을 되찾고, 멀고샤와 그녀의 군대를 좀비화시킨다. 폭발에서 살아남은 개럿을 포함한 일행은 추글래스로 돌아와 성공적인 비디오 게임 블록 시티 배틀 버디즈를 개발한다. 던은 데니스를 데리고 동물원을 열고, 나탈리는 호신술 수업을 시작한다. 헨리는 제트팩을 완성하고, 개럿은 스티브와 함께 게임 매장에 활기를 불어넣는다.

## 출연진
- 잭 블랙[5] - 스티브 역
- 제이슨 모모아 - 개릿 개리슨 역
- 에마 마이어스 - 내털리 역
- 대니엘 브룩스 - 돈 역
- 서배스천 유진 핸슨 - 헨리 역
- 제니퍼 쿨리지 - 말린 교감 역
- 레이철 하우스 - 말고샤[6] 역
- 저메인 클레먼트 - 대릴 역 / 브루스 역
- 옌스 베리엔스텐 - 웨이터[7] 역
- 앨리스 메이 코놀리 (대역)[8] / 케이트 맥키넌 - 알렉스 역

## 홍보
2024년 9월 4일, 비틀즈의 "Magical Mystery Tour"를 사용한 영화 첫 공식티저가 공개됐다. 당시 반응은 대체적으로 부정적이었다. 포브스의 폴 태시는 "상상가능한 거의 모든 방면에서 공포스럽다"고 표현했다.

## 참고 사항
- 한때 한국에서는 마인크래프트 미성년자 이용 불가 사태 당시 영화도 청소년 관람불가로 개봉하냐는 우스갯소리가 있었다. 물론 실제로는 게임과 똑같은 12세 등급으로 개봉했다.
- 작중 나온 스티브의 나레이션을 통해 오버월드의 하루가 20분인 건 게임적 허용이 아닌 실제 설정이 되었다.

## 같이 보기
- 비디오 게임을 원작으로 한 영화 목록